# Denis Petrov
Denis Alekseevič Petrov (in russo Денис Алексеевич Петров?; Leningrado, 3 marzo 1968) è un ex pattinatore artistico su ghiaccio sovietico, dal 1991 russo, specializzato nel pattinaggio artistico su ghiaccio a coppie.

## Palmarès

### Con Elena Bečke
| Internazionali            | Internazionali | Internazionali | Internazionali | Internazionali | Internazionali |
| Evento                    | 1987–88        | 1988–89        | 1989–90        | 1990–91        | 1991–92        |
| ------------------------- | -------------- | -------------- | -------------- | -------------- | -------------- |
| Giochi olimpici invernali |                |                |                |                | 2°             |
| Campionati mondiali       |                | 3°             |                | 4°             | 4°             |
| Campionati europei        |                |                |                | 2°             | 2°             |
| Goodwill Games            |                |                |                | 3°             |                |
| Internationaux de Paris   | 1°             |                | 1°             |                | 3°             |
| Prize of Moscow News      | 6°             | 2°             |                |                |                |
| Nations Cup               |                |                | 1°             |                |                |
| NHK Trophy                |                | 2°             | 1°             | 1°             |                |
| St. Ivel International    |                | 2°             |                |                |                |
| Nazionali                 |                |                |                |                |                |
| Campionati sovietici      | 4°             | 4°             | 4°             | 3°             | 1°             |
| USSR Cup                  | 2°             | 1°             |                |                |                |

| Evento                              | 1992 | 1993 | 1994 | 1995 | 1996 | 1997 | 1998 | 1999 |
| ----------------------------------- | ---- | ---- | ---- | ---- | ---- | ---- | ---- | ---- |
| Campionato del mondo professionisti | 2°   | 2°   | 2°   | 2°   | 1°   |      |      | 2°   |
| US Open Pro                         | 2°   | 1°   | 1°   |      | 1°   |      |      |      |
| Challenge of Champions              | 4°   | 2°   | 3°   | 3°   | 1°   |      |      |      |
| ESPN Pro                            |      |      |      |      |      |      |      | 1°   |
| Jefferson Pilot Pro                 |      |      |      |      |      |      |      | 2°   |
| Campionati canadesi professionisti  |      |      |      |      | 1°   |      |      |      |
| Miko Masters                        |      | 1°   |      |      |      |      |      |      |
| Metropolitan Open                   |      |      |      | 3°   |      |      |      |      |
| North American Open                 |      |      | 3°   |      |      |      |      |      |